# European Journal of Endocrinology
Pour les articles homonymes, voir EJE.
European Journal of Endocrinology (EJE) est une revue scientifique mensuelle à comité de lecture spécialisée en biologie dans le domaine de l'endocrinologie fondamentale et clinique. Elle est publiée en anglais depuis 1948 par la Société européenne d'endocrinologie. 
D'après le Journal Citation Reports, le facteur d'impact de ce journal était de 3,136 en 2012. L'actuel directeur de publication est J. A. Romijn.

## Historique
Au cours de son histoire le journal a changé de nom :
- Acta Endocrinologica, 1948-1993  (ISSN 0001-5598)
- European Journal of Endocrinology, 1994-en cours  (ISSN 0804-4643)